# لي لي (لاعبة تنس الطاولة)
لي لي (بالصينية: 李莉) هي لاعبة تنس الطاولة صينية، ولدت في 1947.